# Vendula Chalánková
Vendula Chalánková (* 4. února 1981 Přerov) je česká výtvarnice, konceptuální umělkyně a kreslířka komiksových stripů.
Vystudovala střední pedagogickou školu v Přerově, v letech 1999–2006 pak Fakultu výtvarných umění v ateliéru environmentu u Vladimíra Merty a Mariana Pally.
Vyrábí brože, výšivky a hračky pod značkou Zvrhlý vkus, výrobky prodává i na Fleru. S Janou Besmákovou vytvořila hudební duo Muženy, texty písní vycházely ze záchodových nápisů.
V roce 2006 získala cenu Nadání Josefa, Marie a Zdeňky Hlávkových. Je zastoupena ve sbírkách Národní galerie v Praze či vídeňského Museum für Angewandte Kunst.
Žije v Troubkách nad Bečvou a v Brně.